# George L. Shepley
George Leander Shepley (* 11. Oktober 1854 in Dover, New Hampshire; † 3. August 1924 in Warwick, Rhode Island) war ein US-amerikanischer Politiker. In den Jahren 1902 und 1903 war er Vizegouverneur des Bundesstaates Rhode Island.

## Werdegang
George Shepley besuchte die öffentlichen Schulen in Providence, wohin er 1856 mit seinen Eltern gezogen war. Nach seiner Schulzeit arbeitete er sein ganzes Leben lang in der Versicherungsbranche. Ab 1879 war er zusammen mit James Starkweather Eigentümer des Unternehmens Starkweather & Shepley. Diese ebenfalls in der Versicherungsbranche tätige Firma unterhielt Filialen in New York, Chicago und Boston. Ihr geschäftlicher Einfluss reichte bis nach Europa. Shepley wurde auch Präsident der Rhode Island Insurance Company und der Shepley Land Company. Außerdem war er Direktor mehrerer Unternehmen der Industrie und im Bankgewerbe.
Politisch schloss sich Shepley der Republikanischen Partei an. Im Jahr 1897 gehörte er dem Stab von Gouverneur Elisha Dyer an. Nach dem Tod von dessen Nachfolger William Gregory wurde der damalige Vizegouverneur Charles D. Kimball neuer Gouverneur von Rhode Island. Daraufhin wählte die Staatslegislative George Shepley zum neuen Vizegouverneur. Dieses Amt bekleidete er zwischen 1902 und 1903. Dabei war er Stellvertreter des Gouverneurs und Vorsitzender des Staatssenats. Nach seiner Zeit als Vizegouverneur widmete sich Shepley auch seiner Leidenschaft  des Sammelns von Büchern über den Staat Rhode Island. Er legte eine eigene Bücherei an, die mit jener der Rhode Island Historical Society konkurrieren konnte. Er starb am 3. August 1924 in Warwick.